# Campeonato Sul-Americano de Futebol de Salão (seleções)
O Campeonato Sul-Americano de Futebol de Salão foi a primeira e principal competição internacional entre seleções de Futebol de Salão nas regras FIFUSA/AMF realizada pela Confederação Sul-Americana de Futebol de Salão, sob a chancela da FIFUSA, sendo realizado desta forma pela primeira vez em 1965 e pela última em 1989.
Quando o Futsal passou a ser regido pela chancela da FIFA, este torneio transformou-se em Copa América de Futsal. 
Depois de 1989, o Campeonato Sul-Americano de Futebol de Salão continuou a ser realizado nas regras FIFUSA/AMF pela CSFS e PANAFUTSAL, mas sem a mesma relevância das edições anteriores.

## Resultados
Era FIFUSA
| 1965 Detalhes | Assunção      | Paraguai | Brasil   |           |           |
| 1969 Detalhes | Assunção      | Brasil   | Paraguai | Argentina | Uruguai   |
| 1971 Detalhes | São Paulo     | Brasil   | Uruguai  | Paraguai  | Peru      |
| 1973 Detalhes | Montevidéu    | Brasil   | Uruguai  | Paraguai  | Argentina |
| 1975 Detalhes | Corrientes    | Brasil   | Uruguai  | Paraguai  | Argentina |
| 1977 Detalhes | Porto Alegre  | Brasil   | Paraguai | Colômbia  | Uruguai   |
| 1979 Detalhes | Bogotá        | Brasil   | Uruguai  |           |           |
| 1983 Detalhes | Montevidéu    | Brasil   | Paraguai | Uruguai   | Argentina |
| 1986 Detalhes | Puerto Iguazú | Brasil   | Paraguai | Argentina | Uruguai   |
| 1989 Detalhes | Aracaju       | Brasil   | Paraguai | Uruguai   | Bolívia   |

Era CSFS e PANAFUTSAL
| 1992 Detalhes | Colônia | Paraguai | Argentina |           |       |
| 1998 Detalhes | Cuenca  | Paraguai | Colômbia  |           |       |
| 2014 Detalhes | Cali    | Colômbia | Venezuela | Argentina | Chile |